# Sxerbàtxevka (Lípetsk)
|  | Per a altres significats, vegeu «Sxerbàtxevka». |

Sxerbàtxevka (en rus: Щербачевка) és un poble de l'óblast de Lípetsk, a Rússia, que en el cens del 2010 tenia 12 habitants. Pertany al districte rural d'Izmàlkovo.